# Konstanze von Breuning
Konstanze von Breuning, auch Constanze oder Constance (* 23. August 1846 in Wien; † 17. Dezember 1914 ebenda), war eine österreichische Malerin.

## Leben
Konstanze von Breuning war eine Tochter des Arztes Gerhard von Breuning. Von 1886 bis 1890 erhielt sie in Wien ihre künstlerische Ausbildung bei dem Maler Eduard Lebiedzki.
Breuning malte Genreszenen, Stillleben, Blumenstücke und Porträts in Öl, Aquarell und Pastell. Um 1890 begann sie, Ausstellungen in Wien, Pest, München und Berlin zu beschicken. Sie war außerordentliches Mitglied des Kunstvereines München und zeigte mehrfach Arbeiten auf der Münchener Jahres-Ausstellung im Glaspalast. 1903 nahm sie als einzige österreichische Künstlerin an der fünften Biennale di Venezia teil (neben dem Ungarn Gusztáv Magyar-Mannheimer). Ihr Werk Die Malerin wurde im internationalen Saal E im Zentralpavillon gezeigt. Als Gast der „Acht Künstlerinnen“ präsentierte sie 1906 und 1909 im Wiener Salon Pisko eine Porträtstudie bzw. ein Blumenstück in Öl. 
Zeitweilig hatten Breuning und ihr ehemaliger Lehrer Lebiedzki benachbarte Ateliers im Schwarzenberg-Garten im 3. Wiener Bezirk. 1910 und 1912 wurden sie dort von Erzherzog Rainer besucht.
Konstanze von Breuning starb 1914 nach kurzer Krankheit in ihrer Wohnung in der Wohllebengasse 5 im 4. Bezirk. Sie wurde im Familiengrab auf dem Wiener Zentralfriedhof beigesetzt.

## Werke (Auswahl)

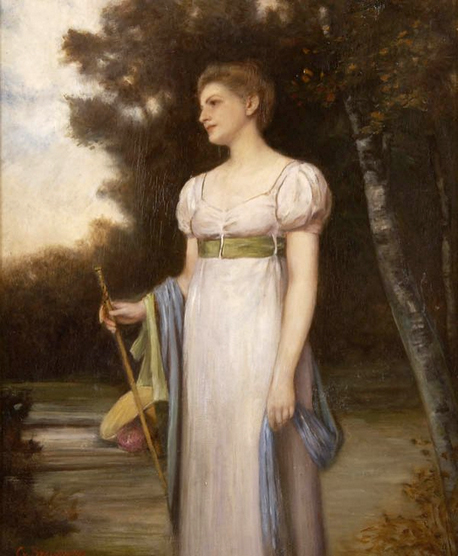
Ölgemälde Im Park

- Gerhard von Breuning (1818–1892, Arzt und Chirurg), 1890, Öl auf Leinwand, 54,2 × 44,6 cm, Signatur „C. Breuning / 1890“, Wien Museum[9]
- Aus Kals in Tirol, Aquarell, 1891 Ausstellung Wiener Künstler-Club
- Die Freundinnen, 1896 Ausstellung Münchener Glaspalast
- Im Park, um 1900, Öl auf Leinwand, 67 × 54 cm[4]
- Lesendes Mädchen, 1900 Große Berliner Kunstausstellung[10]
- Holländisches Mädchen, 1902 Ausstellung Münchener Glaspalast[11]
- Die Malerin, 1903 Biennale di Venezia
- Nachklänge (Frau am Klavier)[12] und Frische Rosen, Gemälde, 1908 Ausstellung Münchener Glaspalast[13]
- Blaue Hortensien, Öl, 1909 Ausstellung Acht Künstlerinnen[14]
- Küchenstilleben, Öl

## Ausstellungen (Auswahl)
- 1890, 1896, 1899, 1902, 1908: Münchener Jahres-Ausstellung, Glaspalast
- 1891: Wiener Künstler-Club
- 1893: Künstlerverein „Concordia“, Prag[15]
- 1896, 1899: Salzburger Künstlerhaus[16]
- 1900: Große Berliner Kunstausstellung
- 1903: Biennale di Venezia
- 1906, 1909: Acht Künstlerinnen und ihre Gäste, Salon Pisko, Wien